# 当道座

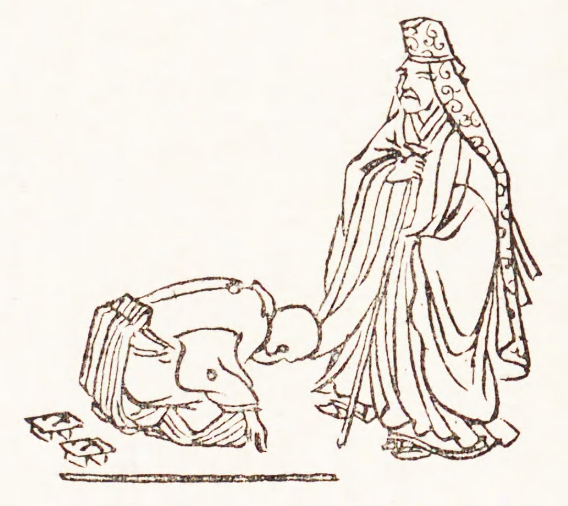
当道座の盲人。正装した検校（右）に挨拶する無官の盲人。寛政年間

当道座（とうどうざ）は、中世から近世にかけて日本に存在した男性盲人の自治的職能互助組織。
当道とは特定の職能集団が自分たちの組織をいう語だが、狭義に室町時代以降に幕府が公認した盲人の自治組織をいう。当道座は琵琶法師たちが自らの芸道・集団を当道と称したのがはじまりで、盲人による琵琶、平曲、鍼灸、導引、箏曲、三弦などの団体を指す。明石覚一によって組織化されたといわれ、のちに6派に分かれて「座」として存在し、検校、別当、勾当、座頭の4官、内訳は16階と73刻みの位階で構成される当道制度が確立したが、官位は私官であった。明治4年（1871年）に廃止された。

## 歴史
仁明天皇の子である人康（さねやす）親王は盲目（眼疾による中途失明）であったが、山科に隠遁して盲人を集め、琵琶、管弦、詩歌を教えた。人康親王の死後、そばに仕えていた者に検校と勾当の官位を与えたとする故事により、当道座の最高の官位は検校とされた。寛永11年（1634年）に当道の沿革などをまとめた『当道要集』によると、当道では人康親王を祖神・天夜尊（あまよのみこと）として崇め、2月と6月に祭祀をするとあるが、親王始祖説については病で隠遁した親王の存在を使った創作ではないかとも言われる。
鎌倉時代、『平家物語』が流行し、多くの場合、盲人がそれを演奏した。その演奏者である平家座頭は、源氏の長者である村上源氏中院流の庇護、管理に入っていく。室町時代に検校の明石覚一が『平家物語』のスタンダードとなる覚一本をまとめ、また足利一門であったことから室町幕府から庇護を受け、当道座を開いた。久我家が本所となった。
江戸時代にはその本部は「職屋敷（邸）」と呼ばれ、京都の佛光寺近くにあり、長として惣検校が選出され、当道を統括した。一時は江戸にも関東惣検校が置かれ、その本部は「惣禄屋敷」と呼ばれ、関八州を統括した。座中の官位（盲官と呼ばれる）は、最高位の検校から順に、別当、勾当、座頭と呼ばれていたが、それぞれはさらに細分化されており合計73個の位があった。さらに地方の出先機関として「仕置屋敷」があり、その末端に組が置かれた。
官位を得るためには京都にあった当道職屋敷に「官金」と呼ばる多額の金子を持っていく必要があった（江戸の惣禄屋敷が設置されていた時には、関八州の盲人はここで官位を受けた）。官金は高官たちに配分され、低官者は吉凶に際して施し物を受け、その配当を貰うことが慣行として公に認められていた。そのような背景をもって座頭市のような物語が描かれている。

### 男性の組織であったこと
江戸幕府は、当道座を組織させることで、それを統括する惣禄屋敷の検校（惣禄検校）に自治の権限や一定の裁判権を認めたが、当道座は男性のみが属することが出来る組織であり、盲目の女性のための組織としては瞽女座があった。また、盲僧座とよばれる別組織も存在し、しばしば対立することもあった。
当道座の盲人は、加入して暫くはガマズミで作られた白木杖を用い、竹の杖の使用は禁止されていた。杖は5尺1寸（約151.5cm）と定められ、石突などの金具の装着も禁止された。